# WYSIWIS
WYSIWIS è l'acronimo che sta per l'inglese What You See Is What I See ("quello che vedi tu è quello che vedo io"). Il termine è proprio del campo dell'informatica.

## Il paradigma
Questo acronimo, nato come calco dal più noto WYSIWYG, si riferisce a un paradigma o modello generale per la creazione di interfacce utente per sistemi groupware cosiddetti sincroni, ovvero sistemi software che consentono l'interazione in tempo reale fra due o più utenti fisicamente distanti che interagiscono attraverso computer collegati in rete. Un sistema di questo tipo fornisce uno spazio di lavoro condiviso virtuale (per esempio un'area in cui tutti i partecipanti possono scrivere, o un documento condiviso elaborato contemporaneamente da tutti i partecipanti). Nel modello WYSIWIS, in generale, lo spazio di lavoro condiviso si presenta nello stesso modo a tutti i partecipanti. Il modello può essere inteso in senso stretto (al punto che gli utenti condividono persino il puntatore del mouse, che appare nella stessa posizione su tutti gli schermi) o in senso più lasco (per esempio, ogni utente potrebbe vedere visualizzati in modo speciale i propri contributi).
Un esempio di spazio di lavoro condiviso di questo tipo è quello offerto da Google Documenti che rientra nella categoria delle applicazioni web.